# 吉岡斉
吉岡 斉（よしおか ひとし、1953年8月13日 - 2018年1月14日）は、日本の科学史家、元九州大学副学長（教授）、東京電力福島原子力発電所における事故調査・検証委員会（政府事故調）委員。専門は科学革命の歴史、科学社会学、科学技術政策。理学修士。産業技術と倫理の関係について研究し科学社会学を構想していた。

## 来歴
富山県生まれ。東京教育大学附属駒場高等学校、東京大学理学部物理学科卒業、同大学院理学研究科科学史修士課程修了、村上陽一郎、中山茂に学ぶ。1983年同理学系研究科科学史・科学基礎論専門課程博士課程単位取得退学。
その後、和歌山大学経済学部講師、同助教授を経て九州大学教養学部助教授、同比較社会文化研究院教授。この間、内閣府原子力委員会専門委員、経済産業省エネルギー調査会臨時委員などを歴任。
1995年毎日出版文化賞、2000年エネルギーフォーラム賞特別賞受賞。
2011年に内閣官房設置される東京電力福島原子力発電所における事故調査・検証委員会の委員。2014年9月より原子力市民委員会（脱原発のシンクタンク）の座長（2018年1月逝去まで活動）。
2018年1月14日午前8時過ぎ、肝神経内分泌腫瘍のため、福岡市の九州大学病院で死去。64歳没。叙正四位、瑞宝中綬章受章。
2023年1月、『吉岡斉を語る／吉岡斉が語る』（中山正敏,・綾部広則編, 花書院）が追悼出版された。

## 原子力関係政府審議会への参加
出典「科学史研究」2019年 57巻 288号
- 原子力委員会高速増殖炉懇談会（1997年）
- 原子力委員会長期計画策定会議（1999年～ 2000年）
- 原子力委員会総合企画・評価部会（2001年～2005年）
- 原子力委員会市民参加懇談会（2001年～2009年）
- 総合資源エネルギー調査会基本計画部会（2003年）
- 総合資源エネルギー調査会需給部会（2003年～2005年）
- 原子力委員会新計画策定会議（2004年～2005年）

## 著書
- 『テクノトピアをこえて 科学技術立国批判』社会評論社 1982
- 『科学者は変わるか 科学と社会の思想史』社会思想社 1984
- 『科学社会学の構想 ハイサイエンス批判』リブロポート 1986
- 『科学革命の政治学 科学からみた現代史』中公新書 1987
- 『科学文明の暴走過程』海鳴社（叢書：技術文明を考える）1991
- 『原子力の社会史 その日本的展開』朝日選書 1999
- 『脱原子力国家への道』岩波書店（叢書：社会と震災）2012

### 共編著
- 『戦後科学技術の社会史』中山茂共編著 朝日選書 1994
- 『「通史」日本の科学技術』全5巻別巻 中山茂、後藤邦夫共編 学陽書房 1995－99
- 『科学革命の現在史』中山茂共編 学陽書房 2002
- 『「知の加工学」事始め 受容し、加工し、発信する日本の技法』松永典子,施光恒共編著 編集工房球 2011
- 『原発と日本の未来-原子力は温暖化対策の切り札か』編、岩波ブックレット 2011
- 『「新通史」日本の科学技術 世紀転換期の社会史 1995年～2011年』全4巻・別巻 編 原書房 2011-12
- 『技術システムの神話と現実 原子力から情報技術まで』名和小太郎共著 みすず書房 2015
- 『原発 決めるのは誰か』寿楽浩太、宮台真司、杉田敦共著 岩波ブックレット 2015

### 翻訳
- マイケル・ギボンズ、ビヨルン・ウィトロック『商品としての科学 開放的な学者共同体への脅威』白鳥紀一共監訳 吉岡書店 1991
- ラングドン・ウィナー『鯨と原子炉 技術の限界を求めて』若松征男共訳 紀伊國屋書店 2000

## その他

### ドキュメンタリー
- ETV特集「膨張と忘却 〜理の人が見た原子力政策〜」（2024年3月2日、NHK Eテレ）[9]